# Britt Ingunn Nydal
Britt Ingunn Nydal (* 5. November 1989) ist eine ehemalige norwegische Skilangläuferin und Orientierungsläuferin.

## Werdegang
Nydal nahm von 2007 bis 2014 am Scandinavian Cup teil und erreichte dabei im Januar 2007 mit Rang neun im 15-km-Freistil-Massenstartrennen in Sjusjøen ihre erste Top-Ten-Platzierung im Scandinavian Cup und gab ihr Debüt im Skilanglauf-Weltcup im März 2008 beim Sprint in Drammen, wo sie Platz 54 belegte. Im Januar 2011 erzielte Nydal mit Platz drei über 10 km klassisch in Torsby ihre erste Podestplatzierung im Scandinavian Cup und gewann im Folgemonat mit Rang 29 über 10 km klassisch in Drammen ihre ersten Weltcuppunkte. Im Dezember 2012 gewann sie das Scandinavian-Cup-Rennen in Sjusjøen über 15 km klassisch im Massenstart. Ihr bestes Weltcupresultat erzielte Nydal im Januar 2013 mit Platz 25 beim 10-km-Freistil-Massenstartrennen in La Clusaz. In der Gesamtwertung des Scandinavian Cups belegte sie in der Saison 2010/11 Rang zwei und 2011/12 und 2012/13 jeweils Rang drei.

## Siege bei Continental-Cup-Rennen
| Nr. | Datum             | Ort      | Disziplin                   | Serie            |
| --- | ----------------- | -------- | --------------------------- | ---------------- |
| 1.  | 16. Dezember 2012 | Sjusjøen | 15 km klassisch Massenstart | Scandinavian Cup |